# Polityka regionalna
Polityka regionalna – całokształt działań władz publicznych w regionach, mających na celu zwiększenie konkurencyjności gospodarek regionalnych, zdynamizowanie rozwoju w regionach oraz redukowanie przestrzennych dysproporcji rozwoju.
W tradycyjnym ujęciu polityka regionalna rozumiana była jako działalność państwa mająca na celu wspieranie rozwoju – w tych regionach problemowych i wyrównywanie poziomu rozwoju w przekroju międzyregionalnym.
Z tej definicji wynikają dwie istotne sprawy (cechy polityki regionalnej):
1. Podmiotem polityki regionalnej było państwo (władza centralna)
2. Podstawowym celem jest wyrównywanie poziomu rozwoju między regionami.

W związku ze zwiększeniem się liczby podmiotów polityki regionalnej dzieli się ją na:
- interregionalną – dotyczy wszystkich regionów, będzie ona w skali kraju w gestii rządu, a w skali UE w gestii Komisji Europejskiej.
- intraregionalna (wewnętrzna) – będzie ona domeną władz terytorialnych i podmiotów zorganizowanych w danym regionie.

W stosunku do tradycyjnej polityki regionalnej w latach 80. XX wieku nastąpiły zmiany takie jak:
- doszło do zwiększenia liczby podmiotów polityki regionalnej:
- państwo przekształciło się z monopolisty do roli koordynatora,
- do rangi podmiotów polityki regionalnej urósł sektor prywatny – stało się to w wyniku lansowania zasady „3P” – partnerstwo publiczno-prywatne.

## Cele polityki regionalnej
- zwiększenie konkurencyjności regionów (gospodarek regionalnych)
- zdynamizowanie rozwoju (zaktywizowanie rozwoju gospodarki w regionach)
- redukowanie przestrzennych dysproporcji rozwoju (zmniejszenie różnic w poziomie rozwoju między regionami)

## Kierunki działania polityki regionalnej
1. Rozwój i rozbudowa infrastruktury lekkiej (rozwój nowych technik innowacyjno-komunikacyjnych) rozumiana jako GOW – gospodarka oparta na wiedzy.
Na obecnym etapie rozwoju podstawowym czynnikiem wytwórczym staje się wiedza, która bezpośrednio łączy się z informacją. Ale wiedza to nie to samo, co informacja. Wiedza jest to przetworzona informacja. Szczególnego znaczenia nabiera wszelkiego rodzaju edukacja przez całą długość życia.
2. Stymulacja innowacyjności i postępu technologicznego (jedną z form są parki technologiczne).
3. Wspieranie działalności badawczo-rozwojowej.
4. Oddziaływanie na tworzenie otoczenia sprzyjającego powstawaniu i rozwojowi przedsiębiorstw.
5. Tworzenie specyficznych form i wspieranie małych i średnich przedsiębiorstw, np. business angels, venture capital.
6. Tworzenie inkubatorów przedsiębiorczości – udostępnianie mającym powstać przedsiębiorstwom pomieszczeń po cenach niższych niż rynkowe.

Obecnie w polityce regionalnej nie oddziałuje się bezpośrednio na przedsiębiorstwo, lecz na jego otoczenie.